# Moiséi Uritski
Moiséi Solomónovich Uritski (en ruso: Моисей Соломонович Урицкий; Cherkasy, Imperio ruso; 2 de enerojul./ 14 de enero de 1873greg.-Petrogrado; 30 de agosto de 1918) fue un revolucionario ruso de origen judío, líder bolchevique durante la Revolución Rusa de octubre de 1917.
Originalmente menchevique, perteneció a la corriente internacionalista durante la Primera Guerra Mundial que se oponía a la justificación de la guerra como defensa de la patria y trabajó junto a Trotski. Al regresar a Rusia después de la Revolución de Febrero se unió al Comité Interdistrito y con él al Partido Bolchevique en el verano de 1917. Se lo eligió miembro del comité central y participó como miembro bolchevique del Comité Militar Revolucionario en la Revolución de Octubre. Comisario del Sovnarkom, dimitió del Gobierno y del comité central por su oposición a la paz con los Imperios Centrales y se destacó entre los que formaban la corriente de los comunistas de izquierda. Reconciliado con la mayoría del partido, se lo nombró jefe de la Cheka en Petrogrado. Fue asesinado por el amigo de una víctima de esta el mismo día que Lenin sufría un atentado en Moscú. Los dos ataques condujeron a una ola de represión gubernamental denominada Terror rojo.

## Comienzos
Su padre fue un comerciante judío, que murió cuando Uritski era pequeño. La madre crio entonces a Moiséi en el ambiente religioso del judaísmo, que en esa época era discriminado por las autoridades rusas.
Estudió leyes en la Universidad de Kiev. Durante su época de estudiante se unió al Partido Obrero Socialdemócrata de Rusia (POSDR) y organizó una red para importar y distribuir literatura política. En 1897 fue arrestado y deportado por imprimir ilegalmente en un mimeógrafo. Se involucró ampliamente en el movimiento revolucionario y formó parte de la «Unión General Obrera Judía» conocida como Bund. Enviado al exilio interior en diversas ocasiones, residió en Yakutsk, Vologda y Arcángel. En 1903, durante el II Congreso del POSDR, se hizo menchevique. Sus actividades en San Petersburgo durante la Revolución Rusa de 1905 lo condujeron a una nueva deportación.

## La guerra mundial y el exilio
En 1914 emigró a Francia y fue colaborador del periódico socialdemócrata Nashe Slovo ("Nuestra Palabra") en que trabajó junto a Trotski. Rechazó las tesis de «defensa de la patria» durante la I Guerra Mundial y apoyó al sector «internacionalista» de la socialdemocracia internacional que se reunió en septiembre de 1915 en Zimmerwald (Suiza) y luego en abril de 1916 en Kienthal. Organizó las redes de correo para conducir financiación hacia los internacionalistas en Rusia y en el cumplimiento de esa labor transfirió dineros alemanes procedentes del controvertido Parvus y contribuyó con Karl Radek al traslado de Lenin desde Suiza a Rusia en un tren alemán sellado.

## Revoluciones de Febrero y de Octubre

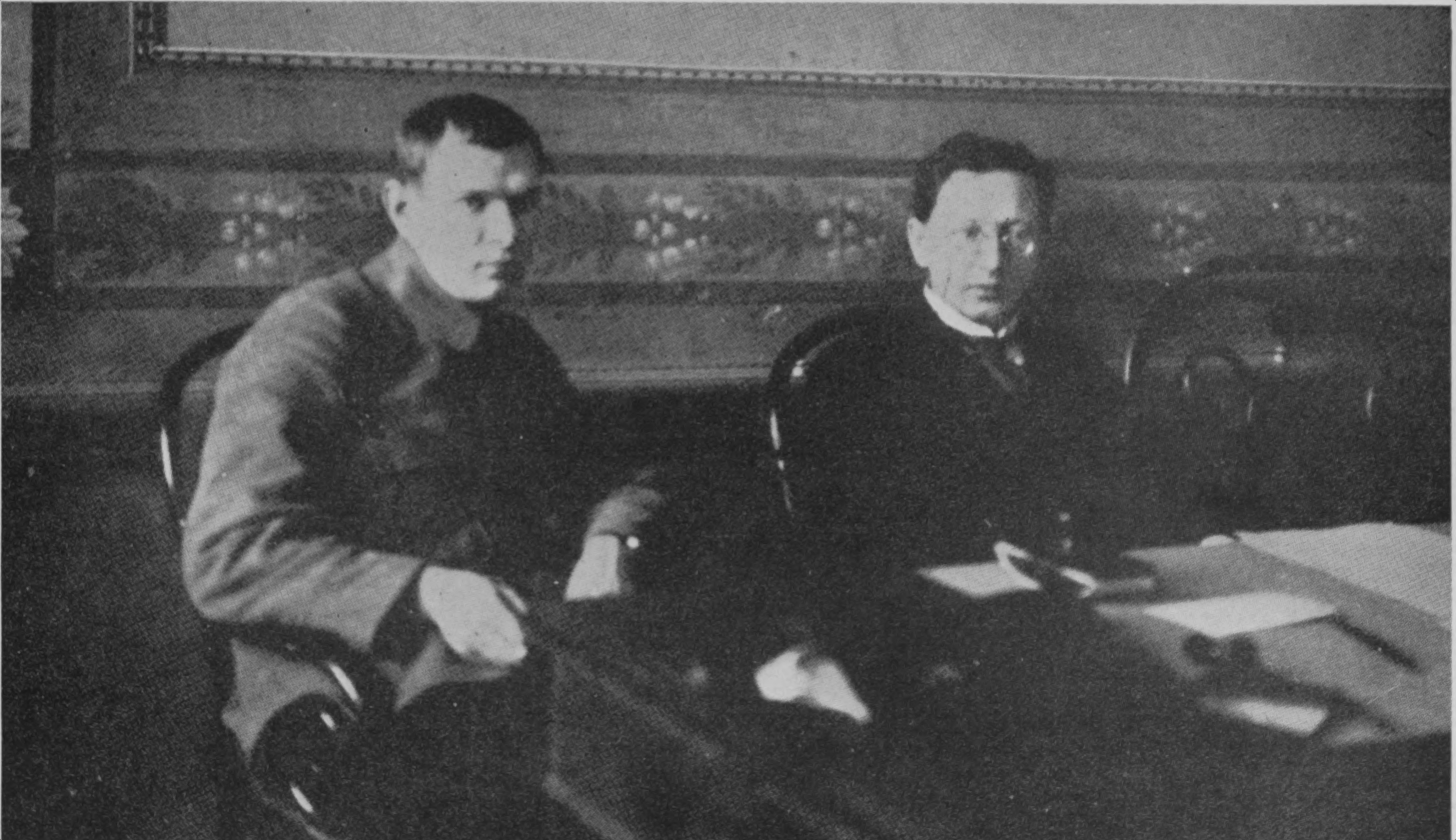
Uritski (derecha), jefe de la Checa bolchevique en Petrogrado tras la Revolución de Octubre.

De regreso en Rusia en 1917 Uritski fue miembro del grupo «Interdistrital» (Mezhraiontsy) de Petrogrado. A finales de julio de 1917, se unió junto con el resto del Comité a los bolcheviques y participó en el VI Congreso del partido, que lo eligió como integrante del Comité Central. Uritski se desempeñó luego como uno de los dirigentes de la insurrección en Octubre, como miembro del Comité Militar Revolucionario de Petrogrado. Se lo incluyó en el nuevo Gobierno de Lenin.

## El Tratado de Brest-Litovsk y la ruptura con los Socialrevolucionarios
Uritski estuvo entre los dirigentes que se opusieron a la firma del Tratado de Brest-Litovsk impuesto por Alemania. Al aprobarse la firma de éste, renunció a su cargo en el Gobierno y en el comité central en marzo de 1918, tal y como lo hicieron Bujarin, Dzerzhinski, Piatakov, Búbnov y Smirnov. El 4 de marzo de 1918, el comité del partido en Petrogrado publicó el primer número del diario Kommunist, dirigido por Bujarin, Rádek y Uritski, como órgano de los «Comunistas de Izquierda». El Séptimo Congreso (extraordinario) del partido reunido del 6 al 8 de marzo de 1918, presentó las Tesis sobre la Actual Situación propuestas por los "Comunistas de Izquierda", tres de los cuales, Bujarin, Lómov y el propio Uritski fueron elegidos por el Congreso en el Comité Central; durante varias semanas se negaron a tomar posesión de sus cargos. Tras aceptar finalmente la postura mayoritaria a favor de la aceptación del tratado con los Imperios Centrales, se lo nombró jefe de la Cheka (policía secreta) en Petrogrado. Opuesto a la pena de muerte, firmó, sin embargo, órdenes de ejecución aprobadas por su comité.

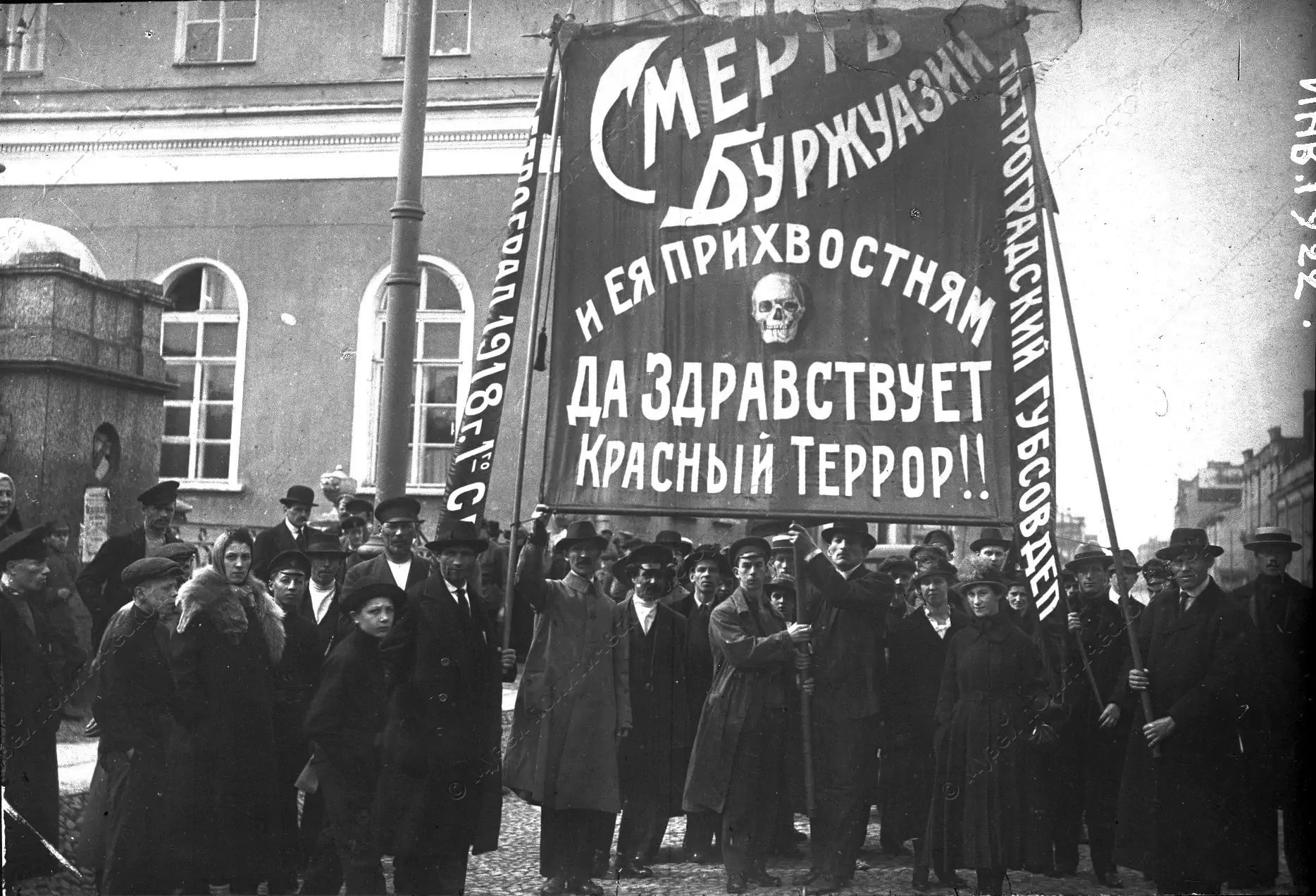
Entierro de Moiséi Uritski, Petrogrado, 2 de septiembre de 1918. La pancarta reza: „Muerte a los burgueses y sus adláteres. ¡Viva el Terror Rojo!“.

La guerra civil se desencadenó a partir del 25 de mayo de 1918, tras el levantamiento de la Legión Checoslovaca. Gobiernos de todo el mundo apoyaron activamente al "Ejército Blanco" que actuaba en diferentes lugares de Rusia dirigido por generales del antiguo régimen. En julio, el conde Mirbach, embajador alemán en Moscú fue asesinado por los social-revolucionarios de izquierda, que habían sido aliados de los bolcheviques en el gobierno del Sovnarkom.
Ante las difíciles circunstancias, los «Comunistas de Izquierda», Uritski entre ellos, decidieron asumir sus cargos en el partido y el Estado para defender la revolución socialista en peligro. Un cadete militar de 22 años, Leonid Kannegieser (ejecutado en octubre), asesinó a Moiséi Uritski el 30 de agosto de 1918.A este asesinato le siguió el atentado contra Lenin cometido por Fanni Kaplán el mismo día, tras lo cual los bolcheviques impusieron el «Terror Rojo», en el que la Cheka ajustició a quinientos «contrarrevolucionarios y guardias blancos». Uritski fue enterrado con honores en el Campo de Marte de Petrogrado el 2 de septiembre de 1918.